# Scopula atra
Scopula atra là một loài bướm đêm trong họ Geometridae.